# Chapelle Saint-Dominique de Juvisy
La chapelle Saint-Dominique est un lieu de culte catholique, située dans la commune française de Juvisy et le département de l'Essonne.

## Description
En 1931, la chapelle a été décorée par des fresques de Joseph Lacasse, à la demande d'un industriel de Roubaix, Mr Wellcome. Le thème en était le baptême et les sept péchés capitaux.
Sur la protestation de certains fidèles et des autorités ecclésiastiques, elles furent par la suite supprimées.

## Sources
1. ↑  Chapelle Saint-Dominique
2. ↑  Quand l'art est pris pour cible, Karin Muller, Editions Prisma, 9 oct. 2014
3. ↑  Maurice Denis et la Belgique, 1890-1930, Catherine Verleysen, Universitaire Pers Leuven, 2010